# Adrastus pallens
Adrastus pallens är en skalbaggsart som först beskrevs av Fabricius 1792.  Adrastus pallens ingår i släktet Adrastus, och familjen knäppare. Arten är reproducerande i Sverige.

## Bildgalleri

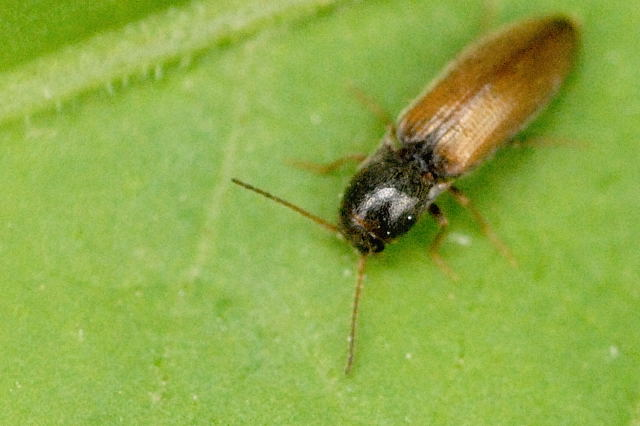
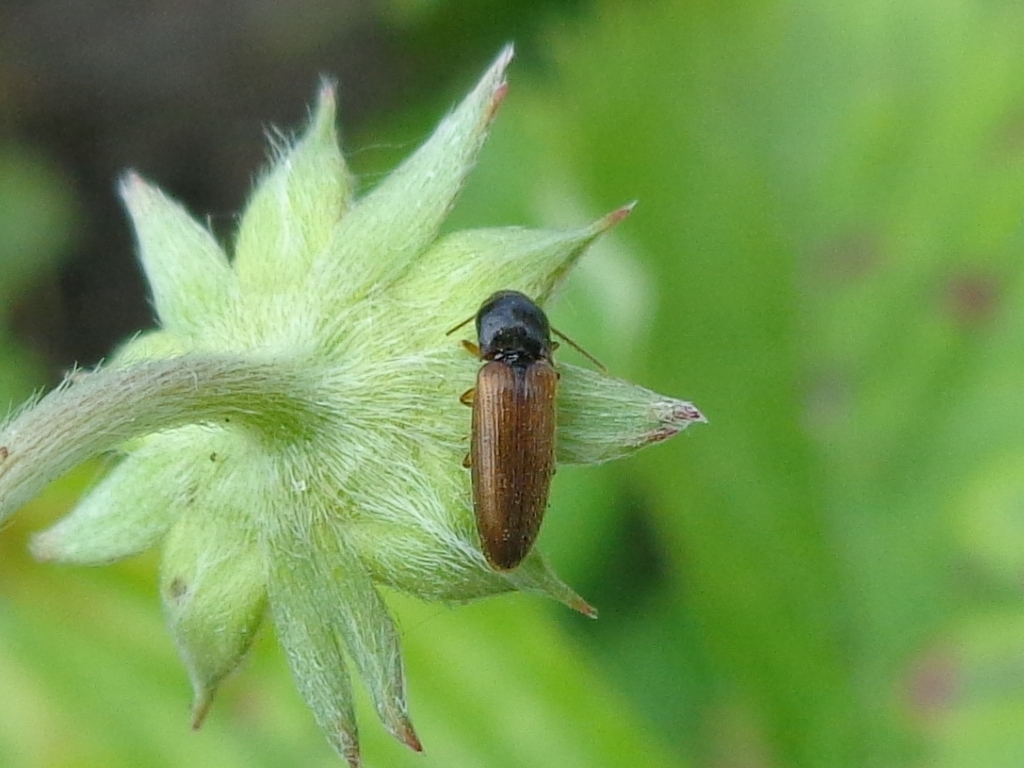